# The Compact King Crimson
The Compact King Crimson – składanka brytyjskiego zespołu King Crimson. Utwory zostały wybrane przez Roberta Frippa z dwóch różnych okresów działalności grupy (1969–1974) oraz (1981–1984).

## Utwory

### Płyta analogowa oraz kasety

#### Strona pierwsza
1. "Discipline" (Adrian Belew, Bill Bruford, Robert Fripp, Tony Levin) – 5:01 (z albumu Discipline, 1981)
2. "Thela Hun Ginjeet" (Adrian Belew, Bill Bruford, Robert Fripp, Tony Levin) – 6:27 (z albumu Discipline, 1981)
3. "Matte Kudasai" (Adrian Belew, Bill Bruford, Robert Fripp, Tony Levin) – 3:48 (z albumu Discipline, 1981)
4. "Three of a Perfect Pair" (Adrian Belew, Bill Bruford, Robert Fripp, Tony Levin) – 4:13 (z albumu Three of a Perfect Pair, 1984)

#### Strona druga
1. "Frame by Frame" (Adrian Belew, Bill Bruford, Robert Fripp, Tony Levin) – 5:08 (z albumu Discipline, 1981)
2. "Sleepless" (Adrian Belew, Bill Bruford, Robert Fripp, Tony Levin) – 5:24 (z albumu Three of a Perfect Pair, 1984)
3. "Heartbeat" (Adrian Belew, Bill Bruford, Robert Fripp, Tony Levin) – 3:56 (z albumu Beat, 1982)
4. "Elephant Talk" (Adrian Belew, Bill Bruford, Robert Fripp, Tony Levin) – 4:36 (z albumu Discipline, 1981)

#### Strona trzecia
1. "21st Century Schizoid Man" (zawiera: Mirrors) (Robert Fripp, Michael Giles, Greg Lake, Ian McDonald, Peter Sinfield) – 7:20 (z albumu In the Court of the Crimson King, 1969)
2. "I Talk to the Wind" (Robert Fripp, Michael Giles, Greg Lake, Ian McDonald, Peter Sinfield) – 6:06 (z albumu In the Court of the Crimson King, 1969)
3. "Epitaph" (zawiera: March for No Reason i Tomorrow and Tomorrow) (Robert Fripp, Michael Giles, Greg Lake, Ian McDonald, Peter Sinfield) – 8:49 (z albumu In the Court of the Crimson King, 1969)

#### Strona czwarta
1. "Red" (Robert Fripp) – 6:17 (z albumu Red, 1974)
2. "Cat Food" (Robert Fripp, Peter Sinfield, Ian McDonald) – 2:46 (z albumu In the Wake of Poseidon, 1970)
3. "The Court of the Crimson King" (zawiera: The Return of the Fire Witch i The Dance of the Puppets) (Ian McDonald, Peter Sinfield) – 9:22 (z albumu In the Court of the Crimson King, 1969)

### Płyta CD
1. "Discipline" (Adrian Belew, Bill Bruford, Robert Fripp, Tony Levin)  - 5:01
2. "Thela Hun Ginjeet" (Adrian Belew, Bill Bruford, Robert Fripp, Tony Levin)  – 6:27
3. "Matte Kudasai" (Adrian Belew, Bill Bruford, Robert Fripp, Tony Levin)  – 3:48
4. "Three of a Perfect Pair" (Adrian Belew, Bill Bruford, Robert Fripp, Tony Levin) – 4:13
5. "Frame by Frame" (Adrian Belew, Bill Bruford, Robert Fripp, Tony Levin) – 5:08
6. "Sleepless" (Adrian Belew, Bill Bruford, Robert Fripp, Tony Levin) – 5:24
7. "Heartbeat" (Adrian Belew, Bill Bruford, Robert Fripp, Tony Levin) – 3:56
8. "Elephant Talk" (Adrian Belew, Bill Bruford, Robert Fripp, Tony Levin) – 4:36
9. "21st Century Schizoid Man" (zawiera: 'Mirrors') (Robert Fripp, Michael Giles, Greg Lake, Ian McDonald, Peter Sinfield) – 7:20
10. "I Talk to the Wind" (Robert Fripp, Michael Giles, Greg Lake, Ian McDonald, Peter Sinfield) – 6:06
11. "Epitaph" (zawiera: 'March for No Reason' i 'Tomorrow and Tomorrow') (Robert Fripp, Michael Giles, Greg Lake, Ian McDonald, Peter Sinfield) – 8:49
12. "The Court of the Crimson King" (zawiera: 'The Return of the Fire Witch' i 'The Dance of the Puppets') (Ian McDonald, Peter Sinfield) – 9:22

## Muzycy
- Robert Fripp – gitara, dodatkowe instrumenty (wszystkie utwory)
- Adrian Belew – gitara, główny wokalista (w: "Discipline", "Thela Hun Ginjeet", "Matte Kudasai", "Three of a Perfect Pair", "Frame by Frame", "Sleepless", Heartbeat”, "Elephant Talk")
- Bill Bruford – perkusja (w: "Discipline", "Thela Hun Ginjeet", "Matte Kudasai", "Three of a Perfect Pair", "Frame by Frame", "Sleepless", Heartbeat”, "Elephant Talk", "Red")
- Tony Levin – Chapman Stick, gitara basowa, drugi wokalista (w: "Discipline", "Thela Hun Ginjeet", "Matte Kudasai", "Three of a Perfect Pair", "Frame by Frame", "Sleepless", Heartbeat”, "Elephant Talk")
- Michael Giles – perkusja, drugi wokalista (w: "21st Century Schizoid Man", "I Talk to the Wind", "Epitaph", "Cat Food", "The Court of the Crimson King")
- Greg Lake – główny wokalista, gitara basowa (w: "21st Century Schizoid Man", "I Talk to the Wind", "Epitaph", "Cat Food", "The Court of the Crimson King")
- Ian McDonald – instrumenty dęte, stroik, instrumenty klawiszowe, melotron, drugi wokalista (w: "21st Century Schizoid Man", "I Talk to the Wind", "Epitaph", "Cat Food", "The Court of the Crimson King")
- John Wetton – gitara basowa (w: "Red")
- Peter Giles – gitara basowa (w: "Cat Food")
- Keith Tippett – fortepian (w: "Cat Food")